# デルタ工業
デルタ工業株式会社（Delta Kogyo Co., Ltd. ）は広島県安芸郡府中町に本社を置く自動車部品メーカーである。本社所在地からでも分かるようにマツダと関係が深い。自動車用シートの他、シフトチェンジャー等を製造している。

## 沿革
- 1947年10月 - 松田精密工作所として創業。同年12月、日本で初めてのボールペン"バンコ・ボールペン"誕生。
- 1951年10月 - 藤田製作所創業。家庭用毛糸編物機（のちのデルタ式毛糸編物機）、回転式灰皿の製造開始。
- 1953年3月 - デルタ工業株式会社設立
- 1954年10月 - 自動車部品の製造開始
- 1973年12月 - 由宇工場の操業開始
- 1977年4月 - 八本松工場の操業開始
- 1982年4月 - 防府工場の操業開始
- 2014年3月 - マツダZOOM-ZOOMスタジアム広島　「コカ・コーラテラスシート」設置
- 2015年3月 - マツダZOOM-ZOOMスタジアム広島　「スイートルーム用シート」設置

## 実績
- 自動車用シート - 主にマツダ車
  - RX-8
  - アテンザ
  - デミオ
  - プレマシーなど
- スタジアムシート
  - 広島広域公園陸上競技場で行われるJリーグ・サンフレッチェ広島ホームゲームに使用する両チームのベンチシート
  - MAZDA Zoom-Zoom スタジアム広島の観客席の一つ「コカ・コーラ　テラスシート」で使用されるクッション付シート